# 28935 Kevincyr
28935 Kevincyr è un asteroide della fascia principale. Scoperto nel 2000, presenta un'orbita caratterizzata da un semiasse maggiore pari a 2,3196521 UA e da un'eccentricità di 0,1125402, inclinata di 4,52154° rispetto all'eclittica.